# Eumenes sareptanus
Eumenes sareptanus är en stekelart som beskrevs av André 1884. Eumenes sareptanus ingår i släktet krukmakargetingar, och familjen Eumenidae.

## Underarter
Arten delas in i följande underarter:
- E. s. insolatus
- E. s. scabrosus